# Districtul Barbacha
Barbacha este un district din provincia Béjaïa, Algeria.